# Bogdan Tibor (pedagógus)
Bogdan Tibor (született Neumann) (Kolozsvár, 1919. március 21. – ?) nevelés- és lélektani szakíró, szociológus.

## Életútja
Szülővárosában végezte a Gheorghe Bariț Líceumot, 1937-ben. A Ferenc József Tudományegyetemen szerzett bölcsészdoktori diplomát 1942-ben. Előbb középiskolai tanár, majd a közoktatásügyi minisztérium vezérinspektora (1947–50) volt. 1970-től tanszékvezető tanárként működött a bukaresti egyetemen. Első tudományos közlése régi családi nevén Mose Zacuto életrajza s kiadatlan munkáinak gyűjteménye (bölcsészdoktori értekezés, Budapest, 1943), önálló munkája A nevetés kérdése az iskolai nevelésben (Közlemények a Ferenc József Tudományegyetem Pedagógiai-lélektani Intézetéből 49. Kolozsvár, 1942). Számos lélektani, pedagógiai, orvosi szakfolyóiratnak volt munkatársa, magyarul a Korunkban közölt.
Bevezető jegyzetet írt román nyelven a törvényszéki lélektan hallgatói számára (1957), gyermeklélektani munkái közül magyarul is megjelent A „különleges” gyermek című kötete (társszerző I. Nica, 1970). Tevékeny részt vett a korszerű romániai szociológiai kutatások irányításában, az Urbanizarea în România Brassó-zónájáról szóló kötet (1970) társszerzője Mihail Cernea, Miron Constantinescu, Petre Cristea mellett. A belügyminisztérium kiadásában megjelenő Tratat de criminalistică (II. kötet 1979) társszerzője.